# Welsh voetbalelftal in 2002
Het Welsh voetbalelftal speelde in totaal zeven officiële interlands in het jaar 2002, waaronder drie gewonnen wedstrijden in de kwalificatiereeks voor de EK-eindronde 2004 in Portugal, en alle onder leiding van bondscoach Mark Hughes. Op de FIFA-wereldranglijst steeg Wales in 2002 van de 100ste (januari 2002) naar de 52ste plaats (december 2002).

## Balans
| Wedstrijden | Wedstrijden | Wedstrijden | Wedstrijden | Doelpunten | Doelpunten | Doelpunten | Punten |
| Gespeeld    | Winst       | Gelijk      | Verlies     | Voor       | Tegen      | Saldo      | Punten |
| ----------- | ----------- | ----------- | ----------- | ---------- | ---------- | ---------- | ------ |
| 7           | 4           | 3           | 0           | 9          | 3          | +6         | 1.571  |

## Interlands
|                                                                  |                   |       |                        |                                                                                    |
| 13 februari Vriendschappelijk № 503 «onderlinge duels» 19:45 uur | Wales             | 1 – 1 | Argentinië             | Millennium Stadium, Cardiff Toeschouwers: 62.500 Scheidsrechter: Paul McKeon (IRL) |
| 13 februari Vriendschappelijk № 503 «onderlinge duels» 19:45 uur | Craig Bellamy 34' |       | 62' Julio Ricardo Cruz | Millennium Stadium, Cardiff Toeschouwers: 62.500 Scheidsrechter: Paul McKeon (IRL) |

|                                                     |       |       |          |                                                                                        |
| 27 maart Vriendschappelijk № 504 «onderlinge duels» | Wales | 0 – 0 | Tsjechië | Millennium Stadium, Cardiff Toeschouwers: 21.209 Scheidsrechter: Claus Bo Larsen (DEN) |
| 27 maart Vriendschappelijk № 504 «onderlinge duels» |       |       |          | Millennium Stadium, Cardiff Toeschouwers: 21.209 Scheidsrechter: Claus Bo Larsen (DEN) |

|                                                             |                     |       |           |                                                                                        |
| 14 mei Vriendschappelijk № 505 «onderlinge duels» 19:45 uur | Wales               | 1 – 0 | Duitsland | Millennium Stadium, Cardiff Toeschouwers: 36.059 Scheidsrechter: Roy Helge Olsen (DEN) |
| 14 mei Vriendschappelijk № 505 «onderlinge duels» 19:45 uur | Robert Earnshaw 46' |       |           | Millennium Stadium, Cardiff Toeschouwers: 36.059 Scheidsrechter: Roy Helge Olsen (DEN) |

|                                                        |                   |       |                  |                                                                                            |
| 21 augustus Vriendschappelijk № 506 «onderlinge duels» | Kroatië           | 1 – 1 | Wales            | Stadion Varteksa, Varaždin Toeschouwers: 6.500 Scheidsrechter: Lutz Michael Fröhlich (GER) |
| 21 augustus Vriendschappelijk № 506 «onderlinge duels» | Mladen Petrić 79' |       | 11' Simon Davies | Stadion Varteksa, Varaždin Toeschouwers: 6.500 Scheidsrechter: Lutz Michael Fröhlich (GER) |

|                                                                |         |                                   |       |                                                                                   |
| 7 september EK-kwalificatie № 507 «onderlinge duels» 19:00 uur | Finland | 0 – 2                             | Wales | Olympiastadion, Helsinki Toeschouwers: 35.833 Scheidsrechter: Konrad Plautz (AUT) |
| 7 september EK-kwalificatie № 507 «onderlinge duels» 19:00 uur |         | 30' John Hartson 72' Simon Davies |       | Olympiastadion, Helsinki Toeschouwers: 35.833 Scheidsrechter: Konrad Plautz (AUT) |

|                                                               |                                    |       |                          |                                                                                         |
| 16 oktober EK-kwalificatie № 508 «onderlinge duels» 19:45 uur | Wales                              | 2 – 1 | Italië                   | Millennium Stadium, Cardiff Toeschouwers: 70.000 Scheidsrechter: Gilles Veissière (FRA) |
| 16 oktober EK-kwalificatie № 508 «onderlinge duels» 19:45 uur | Simon Davies 11' Craig Bellamy 70' |       | 31' Alessandro Del Piero | Millennium Stadium, Cardiff Toeschouwers: 70.000 Scheidsrechter: Gilles Veissière (FRA) |

|                                                                |              |                                 |       |                                                                                       |
| 20 november EK-kwalificatie № 509 «onderlinge duels» 19:00 uur | Azerbeidzjan | 0 – 2                           | Wales | Tofikh Bakhramov Stadion, Bakoe Toeschouwers: 12.000 Scheidsrechter: Luc Huyghe (BEL) |
| 20 november EK-kwalificatie № 509 «onderlinge duels» 19:00 uur |              | 10' Gary Speed 68' John Hartson |       | Tofikh Bakhramov Stadion, Bakoe Toeschouwers: 12.000 Scheidsrechter: Luc Huyghe (BEL) |

## FIFA-wereldranglijst
| JAN | FEB | MAR | APR | MEI | JUN | JUL | AUG | SEP | OKT | NOV | DEC |
| --- | --- | --- | --- | --- | --- | --- | --- | --- | --- | --- | --- |
| 100 | 101 | 97  | 97  | 96  |     | 92  | 89  | 76  | 61  | 61  | 52  |

## Statistieken
| Paul Jones      | 1967-04-19 | Southampton             | 5 | 0 | 0 | 29 | 0 |
| Mark Crossley   | 1969-06-16 | Stoke City              | 1 | 1 | 0 |    |   |
| Darren Ward     | 1974-05-11 | Nottingham Forest       | 1 | 0 | 0 | 2  | 0 |
| Danny Coyne     | 1973-08-27 | Grimsby Town            | 1 | 0 | 0 |    |   |
| Verdediging     |            |                         |   |   |   |    |   |
| Andy Melville   | 1968-11-29 | Fulham FC               | 7 | 0 | 0 |    |   |
| Mark Delaney    | 1976-05-13 | Aston Villa FC          | 7 | 0 | 0 |    |   |
| Danny Gabbidon  | 1979-08-08 | Cardiff City            | 4 | 0 | 0 |    |   |
| Robert Page     | 1974-09-03 | Sheffield United        | 4 | 0 | 0 |    |   |
| Rhys Weston     | 1980-10-27 | Cardiff City            | 0 | 2 | 0 |    |   |
| Chris Coleman   | 1970-06-10 | Fulham FC               | 0 | 1 | 0 |    |   |
| Middenveld      |            |                         |   |   |   |    |   |
| Simon Davies    | 1979-10-23 | Tottenham Hotspur       | 7 | 0 | 3 |    |   |
| Gary Speed      | 1969-09-08 | Newcastle United        | 5 | 0 | 1 |    |   |
| Ryan Giggs      | 1973-11-29 | Manchester United       | 5 | 0 | 0 |    |   |
| Robbie Savage   | 1974-10-18 | Birmingham City         | 5 | 0 | 0 |    |   |
| Mark Pembridge  | 1970-11-29 | Fulham FC               | 5 | 0 | 0 | 45 | 6 |
| Carl Robinson   | 1976-10-13 | Sheffield Wednesday     | 2 | 1 | 0 |    |   |
| Andy Johnson    | 1974-05-02 | West Bromwich Albion    | 2 | 0 | 0 | 9  | 0 |
| Darren Barnard  | 1971-11-30 | Grimsby Town            | 2 | 0 | 0 |    |   |
| John Robinson   | 1971-08-29 | Charlton Athletic       | 1 | 1 | 0 |    |   |
| Jason Koumas    | 1979-09-25 | West Bromwich Albion    | 1 | 0 | 0 | 2  | 0 |
| Paul Trollope   | 1972-06-03 | Northampton Town        | 0 | 3 | 0 |    |   |
| Paul Evans      | 1974-09-01 | Blackpool               | 0 | 2 | 0 |    |   |
| Aanval          |            |                         |   |   |   |    |   |
| John Hartson    | 1975-04-05 | Celtic                  | 7 | 0 | 2 |    |   |
| Robert Earnshaw | 1981-04-06 | Cardiff City            | 3 | 0 | 1 |    |   |
| Craig Bellamy   | 1979-07-13 | Newcastle United        | 2 | 1 | 2 | 18 | 5 |
| Nathan Blake    | 1972-01-27 | Wolverhampton Wanderers | 1 | 1 | 0 |    |   |
| Gareth Taylor   | 1973-02-25 | Burnley                 | 0 | 2 | 0 | 10 | 0 |
| Neil Roberts    | 1978-04-07 | Wigan Athletic          | 0 | 1 | 0 |    |   |

FAW · A-internationals · Bondscoaches · Statistieken · Welsh vrouwenelftal · Brits olympisch elftal · Wales U21 · Wales U20 · Wales U19 · Wales U18 · Wales U17 · Wales U16
1876 – 1899 ·
1900 – 1919 ·
1920 – 1929 ·
1930 – 1939 ·
1940 – 1949 ·
1950 – 1959 ·
1960 – 1969 ·
1970 – 1979 ·
1980 – 1989 ·
1990 – 1999 ·
2000 – 2009 ·
2010 – 2019 ·
2020 − 2029
EK 2016 · 
EK 2020
WK 1958
1876 · 
1877 · 
1878 · 
1879 · 
1880 · 
1881 · 
1882 · 
1883 · 
1884 · 
1885 · 
1886 · 
1887 · 
1888 · 
1889 · 
1890 · 
1891 · 
1892 · 
1893 · 
1894 · 
1895 · 
1896 · 
1897 · 
1898 · 
1899 · 
1900 · 
1901 · 
1902 · 
1903 · 
1904 · 
1905 · 
1906 · 
1907 · 
1908 · 
1909 · 
1910 · 
1911 · 
1912 · 
1913 · 
1914 · 
1915 · 1916 · 1917 · 1918 · 1919 · 
1920 · 
1921 · 
1922 · 
1923 · 
1924 · 
1925 · 
1926 · 
1927 · 
1928 · 
1929 · 
1930 · 
1931 · 
1932 · 
1933 · 
1934 · 
1935 · 
1936 · 
1937 · 
1938 · 
1939 · 
1940 · 1941 · 1942 · 1943 · 1944 · 1945 · 
1946 · 
1947 · 
1948 · 
1949 · 
1950 · 
1952 · 
1952 · 
1953 · 
1954 · 
1955 · 
1956 · 
1957 · 
1958 · 
1959 · 
1960 · 
1961 · 
1962 · 
1963 · 
1964 · 
1965 · 
1966 · 
1967 · 
1968 · 
1969 · 
1970 · 
1971 · 
1972 · 
1973 · 
1974 · 
1975 · 
1976 · 
1977 · 
1978 · 
1979 · 
1980 · 
1981 · 
1982 · 
1983 · 
1984 · 
1985 · 
1986 · 
1987 · 
1988 · 
1989 · 
1990 · 
1991 · 
1992 · 
1993 · 
1994 · 
1995 · 
1996 · 
1997 · 
1998 · 
1999 · 
2000 · 
2001 · 
2002 · 
2003 · 
2004 · 
2005 · 
2006 · 
2007 · 
2008 · 
2009 · 
2010 · 
2011 · 
2012 · 
2013 · 
2014 · 
2015 · 
2016 · 
2017 ·
2018 ·
2019 ·
2020 ·
2021 ·
2022 ·
2023
Albanië ·
Andorra ·
Argentinië ·
Armenië ·
Australië ·
Azerbeidzjan ·
België ·
Bosnië en Herzegovina ·
Brazilië ·
Bulgarije ·
Canada ·
Chili ·
China ·
Costa Rica ·
Cyprus ·
DDR ·
Denemarken ·
Duitsland ·
Engeland ·
Estland ·
Faeröer ·
Finland ·
Frankrijk ·
Georgië ·
Gibraltar ·
Griekenland ·
Hongarije ·
Ierland ·
IJsland ·
Iran ·
Israël ·
Italië ·
Jamaica ·
Japan ·
Joegoslavië ·
Kazachstan ·
Koeweit ·
Kroatië ·
Letland ·
Liechtenstein ·
Luxemburg ·
Malta ·
Mexico ·
Moldavië ·
Montenegro ·
Nederland ·
Nieuw-Zeeland ·
Noord-Ierland ·
Noord-Macedonië ·
Noorwegen ·
Oekraïne ·
Oostenrijk ·
Panama ·
Paraguay ·
Polen ·
Portugal · 
Qatar ·
Roemenië ·
Rusland ·
San Marino ·
Saoedi-Arabië ·
Schotland ·
Servië ·
Servië en Montenegro ·
Slovenië ·
Slowakije ·
Sovjet-Unie ·
Spanje ·
Trinidad & Tobago ·
Tsjechië ·
Tsjecho-Slowakije ·
Tunesië ·
Turkije ·
Uruguay ·
Verenigde Staten ·
Wit-Rusland ·
Zuid-Korea ·
Zweden ·
Zwitserland
Engeland (2016) · 
Denemarken (2021) · 
Italië (2021) · 
Rusland (2016) ·
Slowakije (2016) · 
Turkije (2021) · 
Zwitserland (2021)